# Metropolia Sucre
Metropolia Sucre – metropolia rzymskokatolicka w Boliwii utworzona 11 listopada 1924 roku.

## Diecezje wchodzące w skład metropolii
- Archidiecezja Sucre
  - Diecezja Potosí
  - Diecezja Tarija

## Biskupi
- Metropolita: abp Ricardo Ernesto Centellas Guzmán S.D.B. (od 2020) (Sucre)
- Sufragan: bp Nicolás Renán Aguilera Arroyo (od 2021) (Potosí)
- Sufragan: bp Jorge Ángel Saldía Pedraza (od 2019) (Tarija)

## Główne świątynie
- Bazylika metropolitalna Matki Boskiej z Gwadelupy w Sucre
- Bazylika św. Franciszka w Sucre
- Bazylika katedralna Matki Boskiej z La Paz w Potosí
- Katedra św. Bernarda w Tarija